# Phyllachne colensoi
Phyllachne colensoi är en tvåhjärtbladig växtart som först beskrevs av Joseph Dalton Hooker, och fick sitt nu gällande namn av Bergg. Phyllachne colensoi ingår i släktet Phyllachne och familjen Stylidiaceae. Inga underarter finns listade i Catalogue of Life.